# Адријан Завалишин
Адријан Ондрусовски (Завалишин Андреј Никифорович; крај 15. века - 15. мај 1550, село Обжа) - руски православни светитељ, мученик, оснивач Андрусовског скита.
Помен се врши 17. маја (пренос моштију) и 26. августа (по јулијанском календару).

## Биографија
Према житију, био је пореклом из породице московских бојара Завалишина, по рођењу добио име Андреј Завалишин.
Једном приликом док је био у лову, јурећи јелена, Андреј је видео келију Александра Свирског и од тада је почео често да га посећује, слушао његове поуке, доносио му хлеб. Убрзо је напустио имање, отишао у Спасо-Преображенски Валаамски манастир, где је примио постриг са именом Адријан. Неколико година касније настанио се на осамљеном полуострву у југоисточном делу језера Ладога .
Године 1549. постао је наследник ћерке Ивана Грозног.
1550. године убили су га сељаци села Обзха. Две године касније, нетљене мошти светитеља пронашли су монаси Андрусовске испоснице коју је он основао и пренели у манастир. 1828. године мошти светитеља пренете су у саборну цркву Ваведења Пресвете Богородице.